# Apanteles hedyleptae
Apanteles hedyleptae är en stekelart som beskrevs av Muesebeck 1958. Apanteles hedyleptae ingår i släktet Apanteles och familjen bracksteklar. Inga underarter finns listade i Catalogue of Life.